# Kultura Nazca
Kultura Nazca (tudi Nasca) je cvetela med letoma 100 pr.n.št. in 750 našega štetja ob sušni južni obali Peruja v rečnih dolinah Rio Grande de Nazca in Ica. Po tem, ko je bila pod močnim vplivom predhodne kulture Paracas, ki je bila znana po zelo kompleksnih tkaninah, je kultura Nazca znana po celi vrsti obrti in spretnosti, izdelkih iz keramike, tekstila in geoglifih. Prav tako so zgradili impresiven sistem podzemnih vodovodov, znanih kot puquios, ki še vedno delujejo.

## Zgodovina
Nazca kulturo se na splošno deli v več faz: 
- Proto Nazca (faza 1, 100 pr.n.št. - 1 n.št.),
- zgodnja Nazca (faza 2-4, 1-450 n.št.),
- srednja Nazca (faza 5, 450 - 550 n.št.) in
- pozna Nazca (faze 6-7, 550-750 n.št)

Od leta 500 dalje je začela civilizacija propradati in leta 750 propadla v celoti. Domnevajo, da je pojav El Niño sprožil splošne in uničujoče poplave in s tem težave v kmetijstvu. Podatki kažejo, da so ljudje zaradi teh poplav postopno posekali drevesa Prosopis pallida, da bi naredili prostor za njive s koruzo in bombažem. Ta drevesa so bila zelo pomembna za ohranitev pokrajine, zlasti za preprečevanje rečne in vetrne erozije. Odstranitev dreves je dodatno prispevala k učinkovanju El Niña.

## Družba
Zgodnjo družbo so sestavljale lokalne družine in regionalna središča moči s centrom v Cahuachi, ki je predstavljal neurbanizirano ceremonialno prizorišče z nekaj trgi. Znanstveniki so razvili teorijo, ki izhaja iz različnih izkopavanj na lokaciji Cahuachi in kaže, da je bilo mesto središče za rituale in slavja, ki so se nanašali na kmetijstvo, vodo in plodnost. Cahuachi leži v spodnjem delu doline Nazca in je bil sprva naseljen v pozni fazi kulture Paracas. Je najbolj pomembno mesto za proučevanje antične kulture Nazca. Ljudje so spremenili naravne vzpetine "huacas" v piramidne gomile za obredne in verske namene.
Izkopavanja na lokaciji Cahuachi so dala arheologom ključen vpogled v kulturo. Gradivo obsega velike količine večbarvne gline, tekstil, izdelke iz zlata in školjčne lupine ter mnogo obrednih pripomočkov. Med najdbami so bila tudi živila: koruza, buče, fižol, arašidi in nekaj rib.

## Religija
Glede na sušno in ekstremno okolje, so Nazca ljudje verovali v božanstva, zaščitnike kmetijstva in plodnosti. Najdeni so ostanki, ki prikazujejo bogove narave (mitološki kit ubijalec, žanjec, mitološka mačka, pisana kača), najbolj razširjeno pa je bilo čaščenje antropomorfnih mitoloških bitij. Šamani so uporabljali halucinogene droge (izvleček iz kaktusa San Pedro), ki povzroča halucinacije. Uporaba teh snovi je upodobljena na keramiki iz Nazce. V Cahuachi so potekali dogodki in prireditve verskega značaja.

## Trofejne glave
Razprava o tem, čemu so služile glave ali so bile vojne trofeje ali predmeti za rituale, se vrstijo še danes. Pogosto so jih našli skupaj z orožjem in vojaško obleko, vendar so takšna oblačila nosili tudi pri obredih. Izraz "trofejna glava" je skoval Max UHLE arheolog, ki je menil, da upodobitev odsekanih glav v starodavni perujski umetnosti ustreza vojnim trofejam. Raziskovalci so tudi ugotovili, da so imeli vsi voditelji v čelu luknjo za katero pa razloga, razen ugibanj, še niso ugotovili.
Veliko grobov predstavljajo "delni pokopi". Delni pokopi običajno obsegajo pakete okončin, skladovnice iz odsekanih glav ali telesa, brez nekaterih delov. Odkrili so, da v grobu voditelja manjka glava, ki je nadomeščena s keramično posodo na kateri je človeška glava naslikana, iz nje pa brstijo drevesa in rastline.
V srednjem obdobju kulture Nazca se je število odrezanih glav drastično povečalo, kar je vidno iz ostankov, ki so jih našli. Pozna Nazca ikonografija pa kaže, da je bil ugled voditeljev Nazca družbe večji, če je bil lov na glave uspešnejši.

## Gospodarstvo
Preživetje Nazca ljudstva je bilo v veliki meri odvisno od kmetijstva. Ikonografija na izkopani keramiki kaže, da so imeli ljudje raznoliko prehrano sestavljeno iz koruze, buč, sladkega krompirja, manioke in kane (achira) in celo različne ribe. Prav tako so uporabljali bombaž za tekstil, koko, kaktus San Pedro in buče. Koka in kaktus sta prikazana na številnih večbarvnih loncih in skledah na keramiki, ki so jo uporabljali ob slovesnostih. V Cahuachi so našli lame in morske prašičke, ki so jih Nazca ljudje namenjali daritvam. Lame so uporabljali tudi za volno in kot vir mesa.
Arheološki dokazi kažejo, da so v srednjem obdobju kulture Nazca, ljudje zgradili vodovodni sistem (puquios) za ohranitev življenja v tem zelo sušnem okolju. Točenega nastanka gradnje ni mogoče določiti. Poskusili so z raznimi metodami, najboljše rezultate je dala metoda AMS (accelerator mass spectrometry), ki so jo izvedli znotraj puquios, kakor tudi študijo poselitvenih vzorcev na tem območju.
Namakalni sistem je sestavljen iz podzemnih kanalov, ki izkoriščajo podzemno vodo. Kanali so vkopali v gore, dokler niso dosegli vodonosnikov pod površjem. Kanali so bili obloženi z rečnimi kamni. Malte niso uporabljali. Voda je bila speljana do namakalnih kanalov (acequias) na kmetijske površine ali pa so jo hranili v majhnih posodah (kochas) za kasnejšo uporabo. Zgrajene so bile številne luknje za dostop v kanal ali ojos (oči), podobno kot danes jaški in so služili za čiščenje in popravila. Raziskovalci še niso ugotovili kako dolgi so ti kanali, saj so za raziskovanje prenevarni, nekaj ocen so podali na osnovi meritev razdalje med jaški.
Veliko kanalov je v uporabi še danes. To tudi priča o njihovem pomenu za stara ljudstva v sušnem okolju. Za današnjo rabo so jih posodobili, jim dodali motorne črpalke, ponekod so jaške obložili z betonom. Najbolje ohranjeni se nahajajo v Cantalloci.

## Umetnost in tehnologija

### Lončarstvo
Za kulturo Nazca je značilna lepa večbarvna keramika, pobarvana z vsaj 15 različnimi barvami. Glavne oblike keramike obsegajo steklenice, sklede, skodelice, vaze, podobe obrazov in mitološka bitja. Lončenina nima reliefnih okraskov razen na vazah s človeško podobo, na katerih je ispostavljen nos. Motivi dekoracije se delijo na dve skupini: zelo stilizirane religiozne in mitološke teme in relativno naturalistični motivi ptic, rib in rastlin s katerimi prikazujejo plodnost tal in izažajo željo da ne be trpeli pomanjkanja hrane. Arheologi so izkopali keramiko med vsemi sloji družbe, kar kaže na to, da ni imela dostop do tega le elita. Lončenino so našli po vsej južni regiji Nazca, največ pa v bližini Cahuachija.
Glede na stopnjo razvoja kulture Nazca, se razlikujejo tudi vizualne podobe na keramiki. Arheologi ločijo devet obdobij:
Keramika iz faze 1 vsebuje sadje, rastline, ljudi in živali. Realizem je pomemben tudi za naslednje tri faze. Lončenina iz teh faz je po pečenju obarvana krepko rdeče, zeleno in rumeno na črni ali beli podlagi.
V naslednji 5 fazi so dodajali žarke, zavite črte in druge oblike pritrjene na nadnaravne motive. Gre za prehodno fazo med naturalizmom in elementi dodanimi na motivih iz faze 6 in 7.
6 in 7 Nazca faza vsebuje prejšnje motive vendar poudarja militaristično tematiko, kar kaže na premik v družbeni organizaciji. Motivi so abstraktni. Na mnogih modelih je dodanih veliko število žarkov, zlasti an tistih, ki upodabljajo mitične subjekte. Umetnost prikazuje tudi vpliv kulture Moche iz severne obale Peruja. V fazi Nazca 8 je bila uvedena geometrijska ikonografija, ki jo je težko razvozlati.
Tudi kultura Nazca, tako kot vse ostale predkolumbovske družbe v Južni Ameriki, vključno z Inki, niso poznale pisave. Ikonografija ali simboli na keramiki so služili kot sredstvo komunikacije. Motivi upodobljeni na lončarskih izdelkih so tako sveti kot profani. Nazca ljudstvo so verjeli v moč narave in te naravne duhove so risali v obliki mitoloških bitij, ki so bila kombinacija ljudi in živali (ptičev, rib). Prizorišča vojskovanja, obglavljenje in obredna uporaba človeških glav, je odražala tudi druge vidike kulture Nazca.

### Tekstil
Nazca ljudstvo so znani po svojih tehnično zapletenih tekstilijah. Tekstil naj bi bil izdelan z uporabo statev, podobnih, kot jih v regiji uporabljajo še danes. V tekstil so vtkani podobni motivi kot so naslikani na keramiko. Suha puščava je ohranila tekstil tako za kulturo Nazca, kot Paracas.
Šali, obleke, tunike, pasovi, torbice so ostanki, ki so jih izkopali v Cahuachi in drugod. Veliko tekstila je bilo v grobovih kot pridatki k pokojnikom. Telo pokojnika je bilo zavito (včasih delno) v tekstil kot del obreda pokopa. Ostanki obleke in šali so vsebovali tudi perje, bili so poslikani in vezeni, iz česar so ugotavljali različne družbene vloge ali odgovornosti pokojnika. Obsežna analiza ostankov tekstila iz Cahuache je razkrila več o ženskah iz ljudstva Nazca, ki so očitno imele visok status med prebivalstvom.

## Manipulacija z lobanjami
Trefinacija bila primitivna kirurgija lobanje, ki so jo uporabljali Nazca ljudje, da so sproščali pritisk na možgane, ki je bil posledica bojnih ran ali obrednih namenov. To je pomenilo odstranitev enega ali več delov kosti iz lobanje, ko je bila oseba še živa. Dokaz o trefinaciji je bilo videti pri izkopanih lobanjah. Nekatere lobanje so kazale znake celjenja, kar je dokaz, da so nekateri posamezniki postopek preživeli.
V Cahuachi so izkopali podolgovate lobanje. Ta učinek so dosegli z vezavo blazine na čelo dojenčka in kartona na zadnji strani glave. Arheologi lahko le ugibajo, zakaj se je to zgodilo pri nekaj lobanjah. Nekatere teorije kažejo, da so z manipulacijo z lobanjami ustvarili etnične identitete ali pa so prikazali družbeni status.